# Nerissima Serpe
Nerissima Serpe, pseudonimo di Matteo Di Falco (Siziano, 6 ottobre 2000), è un rapper italiano.

## Biografia
Nerissima Serpe è cresciuto a Siziano, in provincia di Pavia. Ha iniziato a comporre i suoi primi testi da piccolo, dichiarando di trovare ispirazione in parte dai classici della letteratura russa, tra cui Dostoevskij, e citando Vasco Rossi, Guè e Marracash come punti di riferimento in campo musicale. Ha esordito nell'industria discografica sotto lo pseudonimo di Nerissima Serpe nel febbraio 2019, dopo aver partecipato come artista ospite in Guadalajara di VillaBanks.
Il suo primo album in studio Denti da latte, trainato dal remix di Barakkino (un duetto con VillaBanks), Bianche Air Force e Miami, è stato presentato nel luglio 2020. Al disco ha fatto seguito il progetto Mafia Slime (2021), inciso assieme a Papa V e prodotto da Fritu; seppur pubblicato dalla Columbia ed EMI nel gennaio 2021, è entrato per la prima volta nella classifica FIMI Album quattro anni dopo.
Nell'ottobre 2023 ha collaborato in Le bambine fanno oh, canzone contenuta nel mixtape No Regular Music dei SadTurs e Kidd, con cui ottiene il suo primo ingresso nella top 30 della Top Singoli. Un mese più tardi, invece, viene presentato il suo terzo disco di inediti e il secondo da solista, intitolato Identità; si tratta del suo primo album a fare il debutto nella top 20 nazionale, grazie a cui è stato selezionato come una delle migliori scoperte della scena rap italiana dall'edizione nazionale di Billboard.
Nel febbraio 2024 ha contribuito vocalmente al singolo Mattone di Papa V, estratto dal suo Trap fatta bene ed eletto uno dei migliori brani rap italiani della prima metà dell'anno da Billboard Italia. È inoltre andato in tournée durante la stagione estiva, prendendo parte per una seconda occasione anche al Nameless Festival, e ha collezionato un disco di platino e tre d'oro dalla Federazione Industria Musicale Italiana per le tracce, equivalenti a 250 000 unità di vendita.
Mafia Slime 2, progetto inedito che vede l'artista lavorare nuovamente con Papa V e Fritu, lo ha consacrato commercialmente; il disco, che ha debuttato direttamente al vertice della graduatoria nazionale e al 31º posto della Schweizer Hitparade, è uscito nel gennaio 2025 e ha superato la soglia delle 25 000 unità equivalenti in un mese, venendo quindi certificato oro dalla FIMI. Lo stesso, che ha collocato quattordici tracce su diciassette nella Top Singoli contemporaneamente, contiene anche l'estratto Tip tap e il brano Wop wop, l'ultimo dei quali ha segnato il suo miglior posizionamento in hit parade (6º posto). La tournée Mafia Slime Live Tour, atta a promuovere il disco, ha registrato il tutto esaurito nelle sette date svoltesi nella seconda metà di marzo.

## Discografia

### Album in studio
- 2020 – Denti da latte
- 2021 – Mafia Slime (con Papa V)
- 2023 – Identità
- 2025 – Mafia Slime 2 (con Papa V e Fritu)

### Singoli
Come artista principale
- 2020 – Barakkino (solo o feat. VillaBanks)
- 2020 – Bianche Air Force
- 2020 – Miami
- 2021 – Spingere una caterva (con Fri2)
- 2021 – Ghetto gospel (con Digital Astro)
- 2022 – Tutta mia (con Fri2)
- 2022 – Aahora (con Fri2)
- 2022 – Blck Mamba (con Fri2)
- 2022 – Chloé (con Fritu)
- 2023 – Panama (con Axell e Vaporstef)
- 2023 – Pietre roventi (con Low-Red)
- 2023 – Monte Fuji (con Fritu)
- 2023 – Metropolitana (con Artie 5ive e Mojobeatz)
- 2023 – Ragazzini 2000 (con Kuremino)
- 2023 – Mamy freestyle
- 2023 – Mare d'inverno (feat. Ariete & VillaBanks)
- 2024 – Mattone (con Papa V e Kuremino feat. Fritu)
- 2024 – Entrano escono (con Rasty Kilo e Papa V)
- 2024 – Tip tap (con Papa V e Fritu)
- 2025 – A lei (con Papa V e Fritu)

Come artista ospite
- 2019 – Guadalajara (VillaBanks feat. Nerissima Serpe)
- 2022 – Apparecchiato (Papa V feat. Nerissima Serpe)
- 2023 – Responsabile (Papa V e Fritu feat. Nerissima Serpe)
- 2024 – Biblioteca (Low-Red feat. Nerissima Serpe)
- 2024 – Players Club '24 (Night Skinny, Low-Red e Kid Yugi feat. Tony Boy, Papa V, Nerissima Serpe, Artie 5ive & Astro)
- 2025 – Stupidi (Fabri Fibra feat. Papa V e Nerissima Serpe)

### Collaborazioni
- 2021 – Piccolo principe (Don Joe feat. Massimo Pericolo e Nerissima Serpe)
- 2022 – Cucaracha (Low-Red feat. Nerissima Serpe e Papa V)
- 2022 – Monopolio (TY1 feat. Kid Yugi e Nerissima Serpe)
- 2023 – Highway (Diss Gacha feat. Nerissima Serpe e Tony Boy)
- 2023 – Non è facile (Tony Boy feat. Digital Astro e Nerissima Serpe)
- 2023 – Le bambine fanno oh (Sadturs e Kiid feat. Nerissima Serpe, Anna, Papa V e Artie 5ive)
- 2024 – Oceano (Ele A feat. Nerissima Serpe)
- 2024 – Dal confine (Sadturs e Kiid feat. Rhove e Nerissima Serpe)
- 2024 – Tessera sanitaria (Night Skinny feat. Nerissima Serpe e Papa V)
- 2024 – Walzer (Night Skinny feat. Papa V, Nerissima Serpe e Fabri Fibra)
- 2024 – Così non va bene (Faneto feat. Nerissima Serpe)
- 2024 – Frigo vuoto (Glocky feat. Nerissima Serpe)
- 2025 – Cucchiaino (Jake La Furia feat. Nerissima Serpe)
- 2025 – Cinte di pelle (Rrari dal Tacco feat. Nerissima Serpe)
- 2025 – Patto col diavolo (Cancun feat. Nerissima Serpe e Papa V)
- 2025 – Ilary (Luchè feat. Guè e Nerissima Serpe)

## Tournée
- 2024 – Summer Tour
- 2025 – Mafia Slime Live Tour (con Papa V e Fritu)